# Kort Begrip
Het Kort begrip der Christelijke Religie, in de wandeling aangeduid als het Kort Begrip, is een vereenvoudigde en verkorte versie van de Heidelbergse Catechismus, geschreven en uitgegeven door Hermannus Faukelius, een Middelburgse dominee, die gevraagd is om aan de Statenvertaling mee te werken maar voortijdig overleed, in 1625. Hij schreef dit catechisatieboekje in 1608, op verzoek van zijn kerkenraad. Het is door de Dordtsche Synode van 1618-1619 aanbevolen als leerboek, maar maakt geen onderdeel uit van de liturgie.
Evenals de Heidelbergse Catechismus bestaat het Kort Begrip uit een reeks vragen, die elk gevolgd worden door een stellig antwoord. Het is een klein boekje: in een heruitgave door G.H. Kersten uit 1930 telt de hoofdtekst slechts 24 bladzijden met 74 vragen. Anno 2019 is het nog altijd nieuw te koop en wordt het in bevindelijke kringen gebruikt ter voorbereiding op de openbare belijdenis van het geloof en het mogelijk aanzitten bij het Heilig Avondmaal des Heeren.
Kersten schreef in 1940 ook het boek Korte lessen over Kort Begrip : voor catechisanten, dat ondanks zijn titel ettelijke malen meer tekst bevat dan het Kort Begrip. Zijn motivatie was, dat het Kort Begrip wel de geloofswaarheden gaf maar onvoldoende begrip kweekte, wat voor leerlingen aanleiding was om de antwoorden domweg uit het hoofd te leren om de catechisatie maar te kunnen volbrengen.
Naast het Kort Begrip van Hermannus Faukelius is er ook een Kort Begrip van Marnix van Sint-Aldegonde. Het gebruik van dit Kort Begrip werd door diverse synodale bepalingen, met name in het noorden van Nederland, bepleit.